# Liste der Moscheen in Solingen
Die Liste der Moscheen in Solingen führt alle Moscheen oder Moscheebauprojekte in Solingen auf.

## Liste
| Name                            | Lage | Bild | Dachverband | Adresse                             | Eröffnung | Träger | Bemerkungen |
| ------------------------------- | ---- | ---- | ----------- | ----------------------------------- | --------- | --- | ----------- |
| Selimiye Camii                  | ⊙    |      |             | Solingen-Mitte, Flurstr. 27         | 1976      | Türkische National Verein Solingen e.V.                                                                    |             |
| Ohligs Süleymaniye Mosche       | ⊙    |      | VIKZ        | Ohligs, Querstraße 9                | 1979      | Ohligser Kultur und Bildungsverein e.V.                                                                    |             |
| DITIB Solingen Wald             | ⊙    |      | DITIB       | Wald, Heukämpchenstraße 5           |           | Ditib Wald Diyanet Türkisch-Islamische Gemeinde e.V.                                                       |             |
| Türkisch-islamische Union       | ⊙    |      | DITIB       | Solingen-Mitte, Kasernenstraße 31   | 1989      | Ditib Wald Diyanet Türkisch-Islamische Gemeinde zu Solingen e.V., Moschee – Bildungs- und Begegnungsstätte |             |
| Mesjid Nur                      | ⊙    |      |             | Solingen, Florastr. 14 b            |           | Islamisches Zentrum Solingen e.V.                                                                          |             |
| Islamische Gemeinde Milli Görüs | ⊙    |      | IGMG        | Höhscheid, Van Meenen Straße 19a    |           | Islamische Gemeinde Milli Görüs Solingen                                                                   |             |
| Solingen Camii                  | ⊙    |      | VIKZ        | Solingen, Konrad-Adenauer-Straße 22 |           | Integrations- und Bildungsverein e.V.                                                                      |             |
| Takva                           | ⊙    |      |             | Solingen, Haumannstraße             |           | Solinger Takva Verein für Jugend der Ethik und Wissenschaftsförderung e.V.                                 |             |

### Ehemalige Moscheen
| Name                    | Lage | Bild | Dachverband | Adresse                                   | Eröffnung | Träger     | Bemerkungen |
| ----------------------- | ---- | ---- | ----------- | ----------------------------------------- | --------- | ---------- | --- |
| Millatu-Ibrahim-Moschee | ⊙    |      |             | Solingen-Mitte, Konrad-Adenauer-Straße 20 |           | Salafisten | War der erste Salafisten-Verein in Deutschland und wurde 2012 durch das Bundesinnenministerium verboten. Robert Baum, Denis Cuspert, Mohamed Mahmoud und Christian Emde wurden hier häufig gesehen. |